# Ischaemum borii
Ischaemum borii är en gräsart som beskrevs av Joaquim de Almeida. Ischaemum borii ingår i släktet Ischaemum och familjen gräs. Inga underarter finns listade i Catalogue of Life.